# Норрмальм (район Стокгольма)
Норрмальм (швед. Norrmalm) — район в центральной части Стокгольма, Швеция, названный по главному одноимённому округу.
Кроме округа Норрмальм, имеется ещё два: Шеппсхольмен и Васастан. Часть северного Эстермальма также включена в этот район. Население — 61 905 человек. Площадь — 4,95 км², плотность — 12 506,06 чел./км². Наиболее населённый округ — Васастан.

## Внешние ссылки
- На Викискладе есть медиафайлы по теме Norrmalm